# 이탈리아 이름
이탈리아 이름은 성(cognome)과 개인명(nome)으로 이루어지며 유럽의 다른 나라들과 마찬가지로 이름 뒤에 성이 오는게 기본이지만, 일부 공문서에서는 성이 이름앞에 표기되기도 한다. 현대 이탈리아의 성명체계는 고대 로마와 완전히 같지 않다. 라틴어 nomen과 현대 이탈리아어의 nome도
서로 담긴 뜻이 다르다.

## 이름
이탈리아 남성의 이름은 눈에 띄는 규칙성이 있는데 보통 -o가 가장 많고 그 다음에 -e로 끝나는 이름(Achille, Aimone, Alceste, Alcide, Amilcare, Amintore, Annibale, Aristotele, Astorre, Baldassare, Beppe, Carmine, Cesare, Clemente, Daniele, Dante, Davide, Emanuele, Ercole, Ettore, Felice, Gabriele, Gaspare, Gastone, Gentile, Giosuè, Giuseppe, Leone, Melchiorre, Michele, Oddone, Ottone, Pasquale, Raffaele, Salomone, Salvatore, Samuele, Scipione, Simone, Ulisse, Vitale, Vittore, Natalie), -i로 끝나는 이름(Dionigi, Gianni, Giovanni, Luigi, Nanni, Neri, Ranieri), -a로 끝나는 이름(Andrea, Battista, Elia, Enea, Evangelista, Luca, Mattia or Nicola)등이 있다. 끝소리가 자음일 경우 보통 이탈리아 토박이 이름이 아니라 외국이름으로 보아도 무방하다. (Christian/Cristian, Igor, Ivan, Loris, Oscar, and Walter/Valter)
강세를 받는 모음으로 끝나는 이름도 있다. (Niccolò와 Giosuè)
여성의 이름은 -a로 끝나는 것이 가장 많고 그 다음 -e(Adelaide, Adele, Agnese, Alice, Beatrice, Berenice, Clarice, Cloe, Geltrude, Irene, Matilde, Rachele,Zoe) -i등이다. -o로 끝나는 경우도 있다 (Consuelo, Callisto, Clio).